# Gottfried Wilhelm Johannes Mildbraed
Gottfried Wilhelm Johannes Mildbraed ou Johannes Mildbraed (1879 - 1954) foi um botânico alemão.
Foi um especialista em musgos, samambaias,  e em várias espermatófitas.